# Algo Tiene Que Cambiar
Algo Tiene Que Cambiar es el tercer álbum de estudio del grupo argentino Alan Sutton y las criaturitas de la ansiedad. Fue lanzado el 18 de mayo de 2023.
Su segundo sencillo, "No Tengo Hambre, Tengo Ansiedad", lanzado el 14 de octubre de 2021, fue viral en redes sociales como TikTok y YouTube, lo que amplió el público del grupo a nivel internacional, éxito que replicó el tercer sencillo: "Tutank'mon", lanzado el 30 de marzo de 2023.
La canción "Un Día a la Vez + 135" es la fusión de dos canciones: "Un día a la vez" de Alan Sutton y "135" de la cantautora argentina Daiana Leonelli, quien también participa en la canción.
| N.º | Título                                        | Duración |  |
| 1.  | «Algo Tiene Que Cambiar»                      | 3:33     |  |
| 2.  | «Tutank'mon»                                  | 2:32     |  |
| 3.  | «El Monstruo del Sofá»                        | 2:39     |  |
| 4.  | «Bonsai»                                      | 3:08     |  |
| 5.  | «Más Sencillo»                                | 4:26     |  |
| 6.  | «El Mundo Siempre Estuvo Dividido en Dos»     | 2:05     |  |
| 7.  | «Casi 30»                                     | 0:51     |  |
| 8.  | «Cultura Porno Disney»                        | 2:34     |  |
| 9.  | «No Tengo Hambre, Tengo Ansiedad»             | 2:14     |  |
| 10. | «La Mochila del Mundo»                        | 3:07     |  |
| 11. | «Sigo Intentando»                             | 3:19     |  |
| 12. | «Canción de Julia»                            | 3:20     |  |
| 13. | «Un Día a la Vez + 135» (con Daiana Leonelli) | 3:13     |  |
| 14. | «Algo Nuevo»                                  | 3:08     |  |

1. ↑  «"Algo tiene que cambiar", lo nuevo de Alan Sutton y las criaturitas de la ansiedad». Undiversidad. Consultado el 4 de agosto de 2025.